# Быково (село, Раменский район)
Быко́во — село в Раменском районе Московской области, в составе сельского поселения Верейское. Население — 1721 чел. (2010).

## Название
В 1862 году упоминается как Марьино (Быково), с 1926 года — Быково.
Название Марьино владельческое, возникло позднее Быково. Наименование Быково связано с некалендарным личным именем Бык.

## География
Село расположено в северо-восточной части района, на левом берегу реки Пехорка, в 11 километрах от Раменского и 20 км от МКАД, высота центра над уровнем моря 124 м. Рядом с селом протекает река Быковка. В селе числятся 7 улиц, гаражно-строительный кооператив и дачный посёлок.
В парке села Быково располагается усадьба Воронцова-Дашкова.

## История
Село Быково впервые упомянуто в XIV веке в духовной грамоте князя Дмитрия Донского, в конце XVIII века принадлежало Московскому генерал-губернатору М. М. Измайлову. После 1775 года архитектор В. И. Баженов произвёл перепланировку старинной усадьбы, возвёл усадебный дом (Баженовский не сохранился), в 1789 году построил Владимирскую церковь.
В 1926 году деревня являлась центром Быковского сельсовета Быковской волости Бронницкого уезда Московской губернии.
С 1929 года — населённый пункт в составе Раменского района Московского округа Московской области.
До муниципальной реформы 2006 года Быково входило в состав Быковского сельского округа Раменского района.

## Население
| 1926 | 2002  | 2010  |
| ---- | ----- | ----- |
| 1724 | ↘1313 | ↗1721 |

В 1926 году в селе проживало 1724 человека (823 мужчины, 901 женщина), насчитывалось 320 хозяйств, из которых 223 было крестьянских. По переписи 2002 года — 1313 человек (557 мужчин, 756 женщин).